# Acanthostracion notacanthus
Acanthostracion notacanthus és una espècie de peix de la família dels ostràcids i de l'ordre dels tetraodontiformes.

## Morfologia
- Els mascles poden assolir 50 cm de longitud total.[5][6]

## Hàbitat
És un peix marí, de clima subtropical i demersal que viu entre 3-25 m de fondària.

## Distribució geogràfica
Es troba a l'Atlàntic oriental (Illes Açores, Santa Helena, Ascensió, Ghana, Angola i São Tomé) i la Mediterrània.